# Stadtmuseum Rumburk

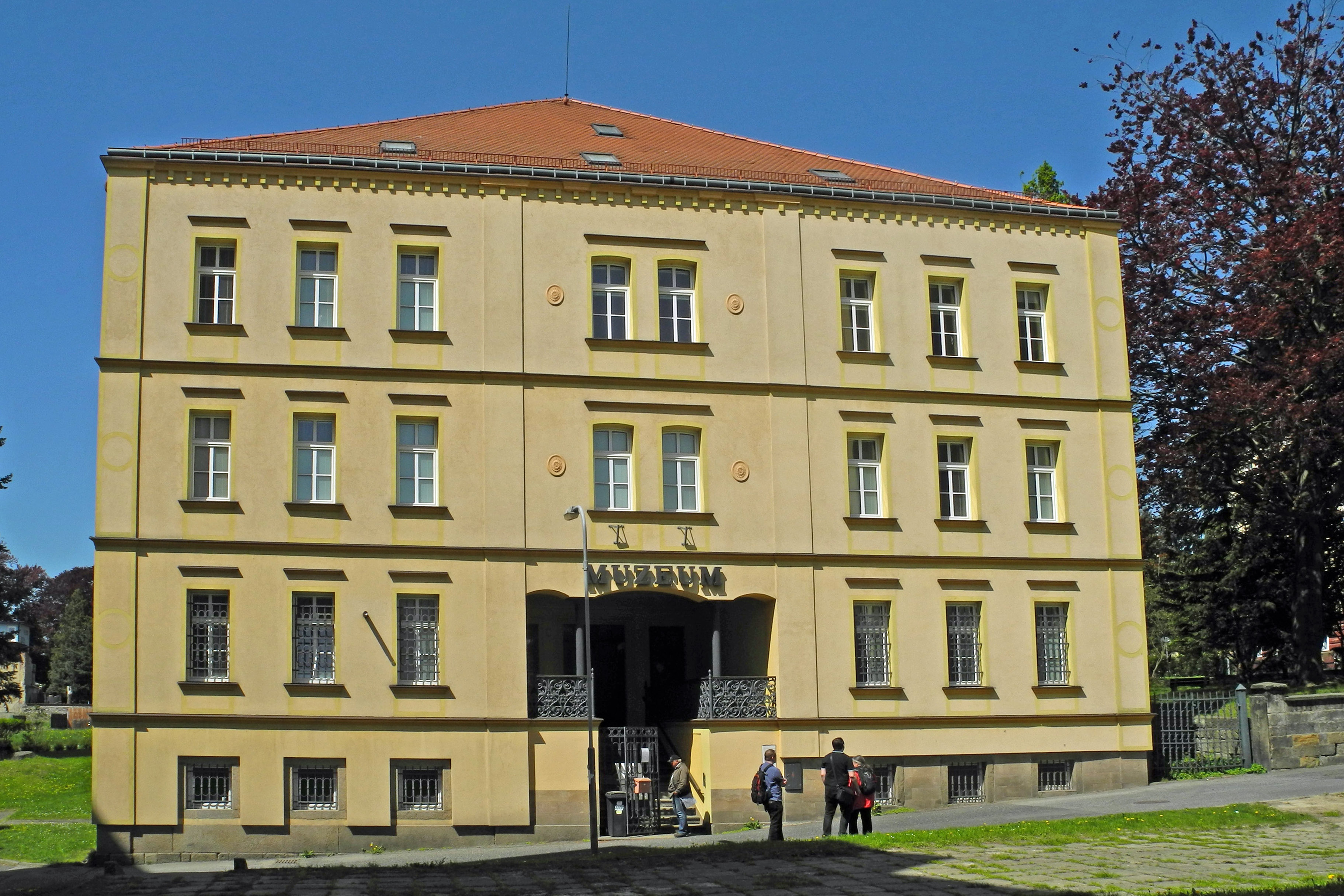
Stadtmuseum in Rumburk

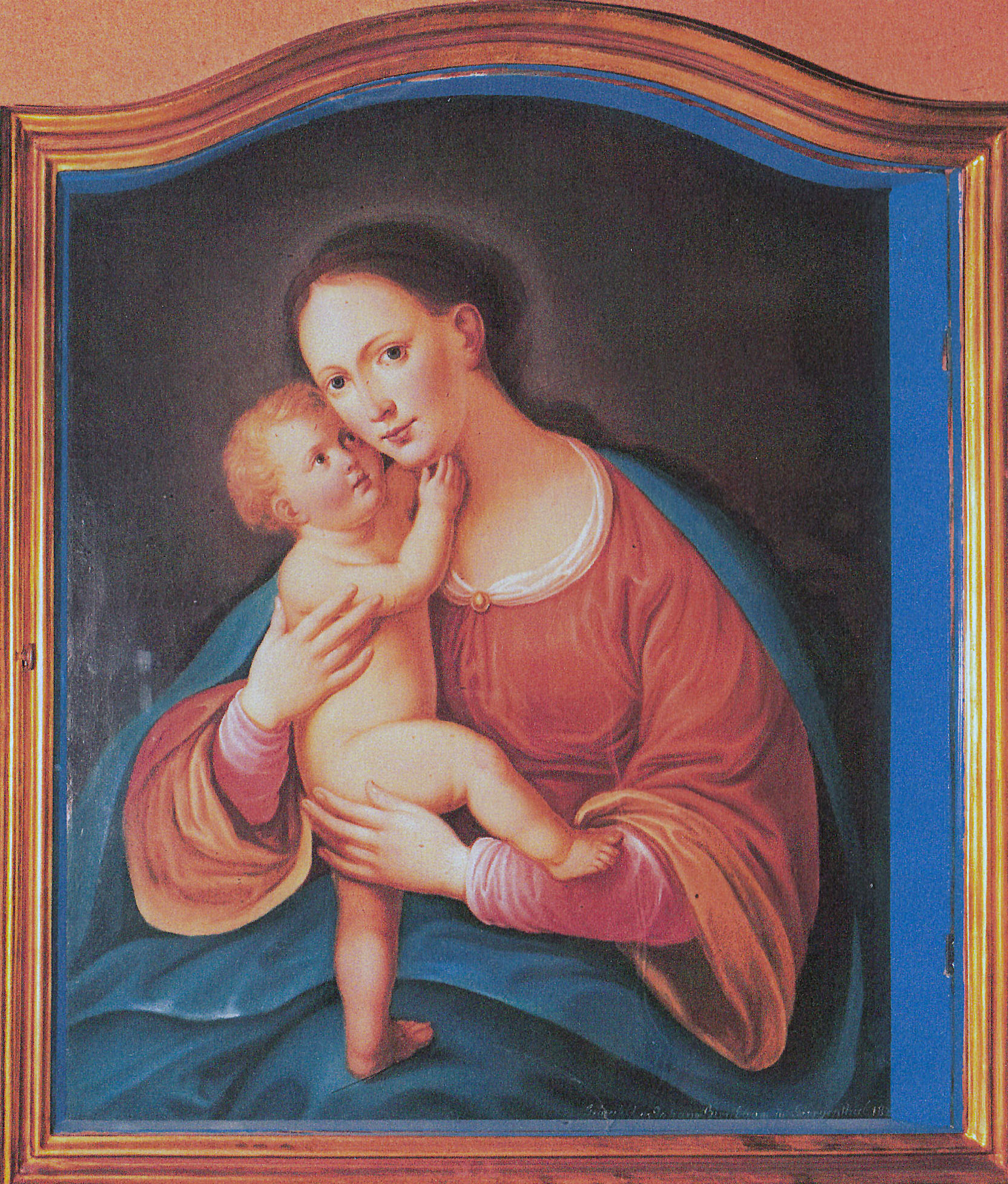
Madonna von Johann Birnbaum im Museum Rumburk

Das Stadtmuseum Rumburk befindet sich in der Stadt Rumburk in der ehemaligen Försterschen Fabrik zum Färben von Stoffen und Leinen. Es ist eine Zweigstelle des Regionalmuseums in Děčín.

## Geschichte
Das Museum wurde im Jahre 1902 von Mitgliedern der Humboldt-Gesellschaft durch eine Entscheidung des Stadtrates als kleines Heimatmuseum gegründet und befand sich in den Räumen der damaligen Textilschule. Die Sammlungen des Museums konzentrierten sich ursprünglich auf die Darstellung der Entwicklung und Herstellung von Textilien und die Dokumentation der Leinenproduktion. Die Sammlungen wurden von den angestellten Lehrern der Schule aufgebaut. Im Jahre 1920 übernahm der Lehrer Lerchl die Leitung, 1933 gefolgt von Erwin Görlach. Von 1936 bis 1974 leitete Rudolf Demel das Museum. Von 1938 bis 1945 waren einige Sammlungen in der Rumburger Burg, im Kapuziner-Kloster und in der Pfeiferschen Fabrik ausgelagert. Nach dem Krieg wurden die Sammlungen des Museums gesichert.
Ab September 1945 haben Rudolf Demel und Stanislav Gaber die Sammlungen im ehemaligen Förster-Werk neu aufgebaut. Die Sammlungen wurden durch die Konfiszierung stark bereichert. Das Museum übernahm die Sammlungen des ehemaligen Museums in Krásná Lípa (Schönlinde) und die Sammlung des privaten Sammlers Friese aus Jiřetín pod Jedlovou (Sankt Georgenthal). Die neue Ausstellung wurde am 4. Juli 1949 für die Öffentlichkeit zugänglich gemacht. Anfang der 1950er Jahre wurden die wertvollen Bücher aus den Bibliotheken der aufgelösten Klöster (Kapuzinerkloster Rumburk, Redemptoristenkloster Filipov (Philippsdorf) und Oblatenkloster Varnsdorf) hier eingelagert. Im Jahre 1951 wurde ein Archiv gegründet, das bis zur Auflösung des Bezirks Rumburk im Jahre 1960 bestand. Zwischen 1974 und 1985 leitete Vojtěch Čelko das Museum, danach Irena Borovcová und Zdeněk Jemelka und von 1994 bis 2006 Barbora Hildebrandtová.

## Sammlungen
Nach der Renovierung des Gebäudes in den Jahren 1995–1998 und 2008/09 wurden die Sammlungen ab 2011 neu gestaltet. Für die Besucher gibt es eine Dauerausstellung zu folgenden Themen:
- Darstellung der Geschichte von Rumburg/Rumburk und seiner Umgebung
- Geschichte der Burg Tollenstein (Tolštejn)
- Darstellung von lokalen Persönlichkeiten, z. B. die Münzbergs auf der Burg Tollenstein:
  - Johann Josef Münzberg (1838–1907)
  - Johann Ferdinand Karl Münzberg II. (1868–1925)
  - Johann Franz Münzberg III. (1892–1977)
- Rumburger Militäraufstand vom Mai 1918
- Meißner Porzellan aus dem 19. Jhdt.
- Zinn und die Herstellung von Metall-Tasten von der Firma Tyssa Technology a.s. in Šluknov (Schluckenau)
- Erinnerungen an den Pianisten und Komponisten August Stradal (1860–1930), dem letzten Schüler von Franz Liszt, mit dem restaurierten Clavichord aus der ersten Hälfte des 18. Jahrhunderts aus seinem Nachlass
- Atelier und Bilder des akademischen Malers August Frind (1852–1924)
- Ausstellung von Weihnachtskrippen aus der Region, die meist nach Motiven des Nazareners Joseph von Führich gestaltet wurden[5]